# Капралов Геннадій Іванович
Капра́лов Генадій Іванович (*1941 року, село Анучино — †19 вересня 2015 року, місто Черкаси) — український політик, двічі голова Черкаської обласної ради.

## Біографічні відомості
Народився 1941 року у селі Анучино, Анучинського району Усурійської області Приморського краю Росії. Закінчив Тальнівський сільськогосподарський технікум, після якого почав працювати агрономом у колгоспі «Перше травня» Маньківського району Черкаської області. У період 1960–1964 років проходив військову службу на Військово-морському флоті. Потім 9 років працював на виборних посадах молодіжної спілки (ЛКСМУ), обирався першим секретарем Тальнівського райкому цієї організації. Після закінчення Української сільськогосподарської академії 1972 року здобув фах ученого агронома. 1975 року закінчив Вищу партійну школу при ЦК КПУ. До 1977 року працював завідувачем організаційного відділу Тальнівського райкому КПУ, до 1980 року — інструктором Черкаського обкому КПУ, до 1983 року — другим секретарем Смілянського райкому КПУ, до 1985 року — головою виконкому Смілянської районної ради, до 1988 року — першим секретарем Тальнівського райкому КПУ, до 1990 року — завідувачем відділу організаційно-партійної і кадрової роботи Черкаського обкому КПУ.
З 1990 по 1992 рік — був заступником голови, а з 1992 по 1994 — головою Черкаської обласної ради, з 1994 по 2001 — знову заступник голови. З липня 2001 року — вдруге був обраний головою Черкаської обласної ради. 4 серпня 2005 року за власним бажанням пішов на заслужений відпочинок.

## Нагороди
За заслуги у розвитку місцевого самоврядування нагороджений орденом Ярослава Мудрого V ступеня, почесними грамотами Верховної Ради України, Кабінету Міністрів України.